# Gare de Nkayi
La gare de Nkayi, anciennement gare de Jacob, est une gare ferroviaire congolaise, de la ligne de Pointe-Noire à Brazzaville du Chemin de fer Congo-Océan. Elle est située à Nkayi dans le département de Bouenza.

## Situation ferroviaire
Établie à 181 mètres d'altitude, la gare de Nkayi est située au point kilométrique (PK) 248 de la ligne de Pointe-Noire à Brazzaville, ente les gares de Loudima et de Bodissa.

## Histoire
Cette gare qui portait à l'origine le nom de « gare de Jacob » fonctionne au ralenti du fait des évènements qui ne permettent plus le fonctionnement de la ligne en direction de Brazzaville